# Striga brachycalyx
Striga brachycalyx är en snyltrotsväxtart som beskrevs av Sidney Alfred Skan. Striga brachycalyx ingår i släktet Striga och familjen snyltrotsväxter. Inga underarter finns listade i Catalogue of Life.